# Grézels
Grézels település Franciaországban, Lot megyében. Lakosainak száma 235 fő (2022. január 1.). Grézels Bélaye, Floressas, Lagardelle, Pescadoires, Puy-l’Évêque és Porte-du-Quercy községekkel határos.

## Népesség
A település népességének változása:
| Lakosok száma | 275  | 255  | 243  | 221  | 262  | 237  | 224  | 222  | 226  | 235  |
|               | 1968 | 1982 | 1990 | 2006 | 2013 | 2015 | 2017 | 2019 | 2020 | 2022 |